# ハインリヒ33世・ロイス・ツー・ケストリッツ
ハインリヒ33世・ロイス・ツー・ケストリッツ（ドイツ語: Heinrich XXXIII. Prinz Reuß zu Köstritz, 1879年7月26日 - 1942年11月15日）は、ドイツの貴族、軍人。

## 経歴
ロイス＝ケストリッツ侯子ハインリヒ7世とその妻でザクセン＝ヴァイマル＝アイゼナハ大公カール・アレクサンダーの娘であるマリーの間の第2子、次男として、父の赴任先であるウィーン郊外のマウアーで生まれた。プロイセン陸軍に入隊し、近衛軍第2竜騎兵連隊（2. Garde-Dragoner-Regiment „Kaiserin Alexandra von Rußland“）の少尉まで登った。また大使館書記官としても働いた。

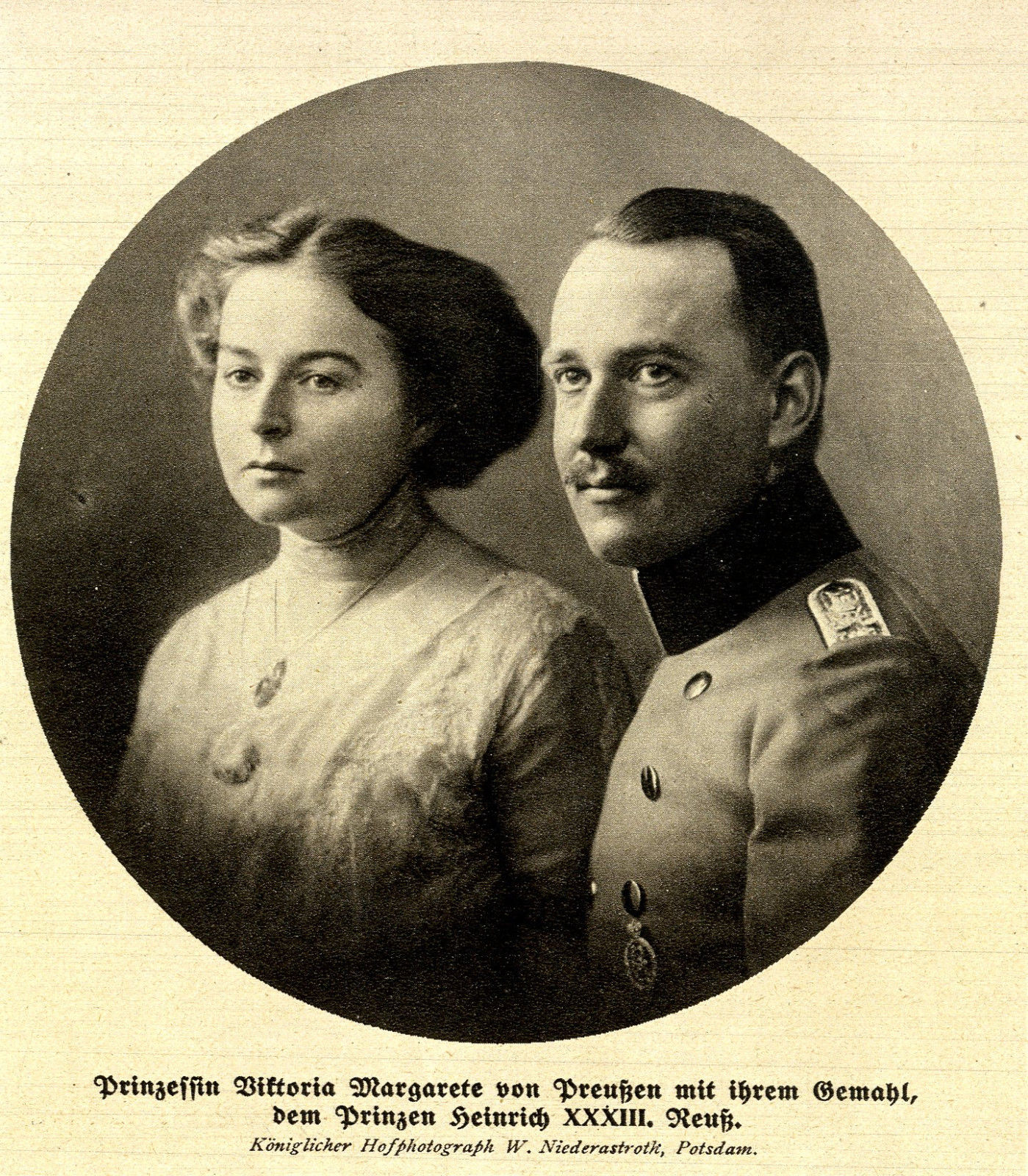
最初の妻ヴィクトリア・マルガレーテとハインリヒ（1913年）

1913年5月17日にポツダムの新宮殿において、プロイセン王子フリードリヒ・レオポルトの娘ヴィクトリア・マルガレーテと結婚した。夫妻は間に2人の子女をもうけたが、第1次世界大戦後の1922年に離婚した。1929年4月10日にパリにおいて、アメリカ人ソーシャライトアリーン・テュー（1876年 - 1955年）と再婚するが、1935年に離婚した。
1935年5月1日、国家社会主義ドイツ労働者党（ナチ党）に入党し、同党の360万3963人目の党員となる。しかしその後、同党から除名される。ナチ党の反ユダヤ主義に抵抗していたフリーメイソンのドイツ・グランド・ロッジ（1934年解散）に、1932年頃まで所属していたのが発覚したためだった。

## 子女
- マリー・ルイーゼ・フリーデリケ・ヴィクトリア・ヴィルヘルミーナ・レナータ・シャルロッテ（1915年 - 1985年） - 1941年にエーリヒ・タイゼンと結婚（1946年離婚）、1954年にアレクサンダー・ボディと再婚（1956年離婚）
- ハインリヒ2世（1916年 - 1993年）